# Danza de los historiantes
La historia de moros y cristianos o Historiantes es una danza tradicional de El Salvador y también de otras áreas de América Latina. 
Esta danza fue incorporada por los conquistadores ibéricos en la etapa de colonización del continente americano. En ella representaban aspectos religiosos y de guerra. Su origen data de las luchas de los moros o musulmanes contra los reyes cristianos quienes pretendían expulsar a aquellos de la península ibérica y quitarles su dominio de casi ocho siglos. Para ello se auxiliaron de la Santa Cruz y el patrón Santiago. Probablemente se representó por primera vez en la boda de Ramón de Berenguer IV, conde de Cataluña, y Petronila, Reina de Aragón, en Lérida el año 1150.

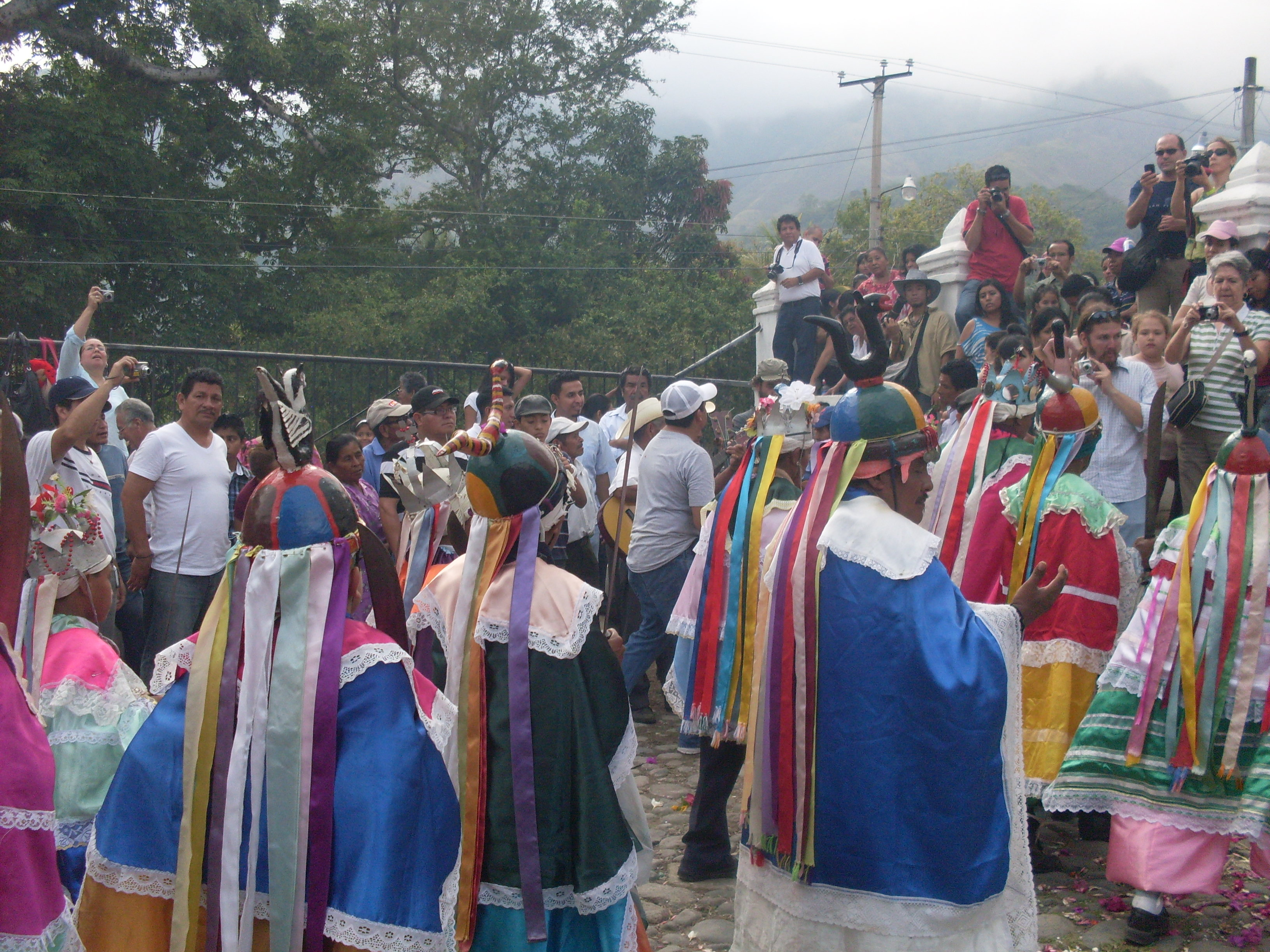
Representación de la danza Tradicional de Los Historiantes

En el continente americano los ibéricos incorporaron detalles relativos a la conquista, como la victoria sobre México - Tenochtitlán. Más amplias referencias a estas celebraciones se recogen, a partir del congreso del mismo nombre, en el volumen I Congreso Internacional de Embajadas y Embajadores de la Fiesta de Moros y Cristianos. Ontinyent, julio de 2010. Libro de actas. Ontinyent: Societat de Festers del Santíssim Crist de l'Agonia, 2014. 560 pp. DL: V-2606-2014.

## En El Salvador
En El Salvador existen alrededor de 33 representaciones de esta danza y sus integrantes se encuentran ligados a las cofradías locales. Todos se encomiendan a su santo patrono prestando juramento.
El acto se realiza bajo las órdenes de un ensayador. Los integrantes en total son alrededor de 12 a 15 personas. Los papeles a representar se dan indistintamente, pero en otras ocasiones hay rangos de personajes como el alférez, el capitán de batallón o reyes, dados en función de la experiencia del danzante. Generalmente sus integrantes son hombres.
Entre los vestidos que se utilizan se encuentran máscaras de hombres rubios y barbados, pantalones sencillos y trajes de guerreros cruzados por los cristianos. Los moros (más ataviados) llevan plumas, cascos de figuras zoomorfas y colores brillantes. Ambos utilizan también figuras de papel de estaño, bordados y artículos brillantes. Como armas portan machetes y espadas. 
La danza se acompaña de pitos y tambores. Asimismo, los danzantes realizan diálogos de acuerdo a un libreto, algunas representaciones suelen ser largas.
Algunos libretos representados por los danzantes:
- Historia de Carlos Fernando VII.
- Historia famosa del cerco de Ciria.
- Historia famosa y verdadera de las dos Coronas de Roma.
- Historia famosa del Renegado del Cielo.

Los departamentos donde más veces se representa esta danza son Sonsonate (en cuatro poblaciones), San Salvador (4) y La Unión (1) 
Uno de los lugares donde mejor se representa esta danza es en la ciudad de Conchagua en el Departamento de La Unión. 
San Antonio Abad en el departamento de San Salvador, también es uno de los lugares en los que se puede observar perfectamente esta danza en sus fiestas patronales, que también cuenta con sus propios artesanos para la elaboración de las máscaras a utilizar, así como el baile de la viejada.